# Liridon
Liridon ist ein männlicher Vorname.

## Herkunft und Bedeutung
Der Name Liridon stammt aus dem Albanischen und bedeutet der Freiheitsliebende oder alternativ auch der Freiheitswollende. Er ist eine Anlehnung an Illyrien (alb. Iliria = das Freie/die Freiheitliche) und die Illyrier (alb. Ilirët = die Freien) und lässt sich gemäß seinen beiden Namensbestandteilen wie folgt übersetzen:
- Liri = Freiheit (alb. liri, [best.] liria)

- Don = abgeleitet von

1. alb. dua = lieben, Beispiel: alb. ai që e don lirinë / lirinë e don (ai) = jener, welcher die Freiheit liebt / die Freiheit liebt er; oder alternativ
2. alb. do, dëshiron, don = wollen, Beispiel: alb. ai që don liri / liri don (ai) = jener, welcher die Freiheit will / Freiheit will er.

## Varianten
- Spitznamen zu Liridon sind Don, Donni, Donnie (engl.), Doni und Liri.
- Das weibliche Pendant zu Liridon lautet Liridona. Etwaige Spitznamen sind hier Dona und Lira.
- Ähnliche Namen, die die Bedeutung der Freiheit (alb. liri, [best.] liria) enthalten, sind beispielsweise Lir, Lirak, Lirian, Liridash, Lirim, Lirimtar, Lirjet, Lirjon, Lirosh und Lirush.

## Bekannte Namensträger
- Liri Belishova (1923–2018), albanische Politikerin
- Liridon Leçi (* 1985), albanischer Fußballspieler
- Liridon Krasniqi (* 1992), kosovarischer Fußballspieler